# 結合共振
結合共振（けつごうきょうしん、英名：combination resonance ）は非線形振動の一種。2つ以上の固有振動数({\displaystyle \omega _{1},\omega _{2},\cdots ,\omega _{n}})を有する系において、加振振動数{\displaystyle \nu }を複数の固有振動数の和、つまり、{\displaystyle \nu =\omega _{i}+\omega _{j}+\cdots }としたときに対応するモードが同時に共振する現象のことである。
非線形連成項が原因で発生する。

## 例
以下のような簡単な微分方程式で結合共振の例を示す。
{\displaystyle {\ddot {\eta }}_{1}+\omega _{1}^{2}\eta _{1}+c_{1}\eta _{1}\eta _{2}=\alpha _{1}\cos {\nu t}}
{\displaystyle {\ddot {\eta }}_{2}+\omega _{2}^{2}\eta _{2}+c_{2}\eta _{1}\eta _{2}=\alpha _{2}\cos {\nu t}}
{\displaystyle \omega }は固有振動数、{\displaystyle \alpha }は加振振幅、{\displaystyle \nu }は加振振動数、{\displaystyle c}は非線形項の係数である。
線形項のみを考慮した場合、つまり、{\displaystyle \eta _{1}\eta _{2}}を無視した場合、{\displaystyle \nu =\omega _{1}+\omega _{2}}付近において共振は発生しない。しかし、非線形項を考慮すると共振が発生することを以下に記す。
{\displaystyle \eta _{1}}と{\displaystyle \eta _{2}}には、固有振動数成分（同時解）と加振振動数成分（非同時解）の振動が発生すると考えられる。これを式で表すと、
{\displaystyle \eta _{1}=a_{h1}\cos {\omega _{1}t}+a_{i1}\cos {\nu t}}
{\displaystyle \eta _{2}=a_{h2}\cos {\omega _{2}t}+a_{i2}\cos {\nu t}}
よって、{\displaystyle \eta _{1}\eta _{2}}は(以下簡単のため、係数{\displaystyle a}略記)
{\displaystyle \eta _{1}\eta _{2}=(\cos {\omega _{1}t}+\cos {\nu t})(\cos {\omega _{2}t}+\cos {\nu t})=\cos {(\nu -\omega _{1})t}+\cos {(\nu -\omega _{2})t}+\cdots }
となる。今、{\displaystyle \nu \approx \omega _{2}+\omega _{1}}であるため、
{\displaystyle \eta _{1}\eta _{2}=\cos {\omega _{1}t}+\cos {\omega _{2}t}+\cdots }
である。右辺第2項は{\displaystyle \eta _{1}}の、右辺第1項は、{\displaystyle \eta _{2}}の固有振動数と一致しているため、{\displaystyle \eta _{1}\eta _{2}}は共振を発生させる加振項として振る舞い、結果、{\displaystyle \eta _{1}}、{\displaystyle \eta _{2}}は共振する。
なお、上記の内容は簡単な原理の説明であり、正しくは多重尺度法などの非線形解析法によって証明する必要がある。